# Chloé Jouannet
Chloé Jouannet (* 17. října 1997 na jihu Francie) je francouzská herečka s francouzsko-švýcarskými kořeny.

## Profesní životopis
Rodiči Chloé Jouannet jsou herci Thomas Jouannet (frankofonní Švýcar, narozený r. 1970) a Alexandra Lamy (Francouzka, narozená r. 1971), vztah obou herců skončil v roce 2003. Mladá Chloé snila o tom, že se také stane herečkou.
První film točila ve dvanácti letech. Šlo o malou roli ve francouzsko-argentinském westernovém snímku Rychlejší než vlastní stín (Lucky Luke), kde hrála po boku své matky Alexandry Lamyové a nevlastního otce, tehdejšího partnera matky, Jeana Dujardina. Známou se stala díky roli vzpurné dospívající Léy v komediálním dramatu režisérky a scenáristky Roselyne Bosch Moje léto v Provence (Avis de mistral). V tomto filmu natáčeném v roce 2013 stála před kamerou spolu s Jeanem Reno a Annou Galieny.
Od roku 2013 začala žít v Londýně ve Velké Británii, spolu s matkou, která se v té době rozešla s přítelem Jeanem Dujardinem.

### Soukromý život
V roce 2016 oficiálně (po dvou romantických letech) zveřejnila vztah s hercem Zachariem Chasseriaudem (* 26. dubna 1996, Gonesse). Chloé Jouannet je aktivní na sociálních sítích, často zveřejňuje fotografie z výletů a jiných událostí.

## Filmy, televizní role (výběr z tvorby)

### Filmy
- 2009: Rychlejší než vlastní stín (Lucky Luke): Eleanor
- 2014: Moje léto v Provence (Avis de mistral): Léa
- 2018: Švagr mého života (Le Gendre de ma vie): Raphaëlle, jedna ze Stéphanových dcer
- 2019: Příchozí (Banlieusards): Lisa

### Televize
- 2017-2019: Riviéra (Riviera), (televizní seriál)
- 2019-nyní: Nevěrný (Infidèle), (televizní seriál)
- 2019: Nikdy bez tebe, Luno (Jamais sans toi, Louna), (televizní film)
- 2020: Dívka ze sportovního klání (Derby Girl), (internetová série)[7]

## Divadelní role (výběr z tvorby)
- 2018: Monology vagíny (Les Monologues du vagin), Comedia (théâtre)[8]